# Menace contre le président des États-Unis
La menace contre le président des États-Unis constitue un crime de classe D en vertu de la loi fédérale des États-Unis. Cette infraction consiste à, sciemment et volontairement, diffuser ou de toute autre façon proférer « toute menace d'attenter à  la vie, d'enlever ou d'infliger des lésions corporelles, sur la personne du président des États-Unis ». 
C'est le United States Secret Service qui procède à l'enquête sur les violations présumées de la présente loi et surveille ceux qui ont déjà menacé le président. Du fait que l'infraction est constituée uniquement de discours purs (en), les tribunaux rendent des décisions qui tentent de concilier l'intérêt du gouvernement, afin de protéger le président, avec la liberté de parole dans le cadre du premier amendement de la Constitution des États-Unis. 
« Des centaines de bourdes de célébrités menacent le président des États-Unis chaque année, parfois parce qu'ils sont en désaccord avec sa politique, mais le plus souvent, simplement parce qu'il est le président ».
L'article 871 est inspiré par la loi sur la trahison de l'an 1351 (en), du parlement d'Angleterre, qui définit le crime constitué par le fait de « planifier ou imaginer » la mort du roi. Des condamnations, en vertu de l'article 871 du titre 18 du code des règlements fédéraux, ont été prononcées pour avoir déclaré que « le président Wilson doit être tué. C'est un miracle que quelqu'un ne l'ait pas déjà fait. Si j'en avais l'occasion, je le ferais moi-même » mais aussi pour avoir déclaré que « Wilson est un fils de pute à tête de bois. Je souhaite que Wilson aille en enfer et si j'en avais le pouvoir, je le mettrais là-bas ». Plus tardivement, une déclaration de culpabilité est prononcée pour des affiches invitant les passants à « pendre (le président) Roosevelt ».
Il existe une certaine controverse, au sein des cours d'appel fédérales, sur la façon dont le terme volontairement doit être interprété. Les interprétations juridiques traditionnelles du terme s'appuient sur la définition donnée par le Black's Law Dictionary (en), qui comprend des descriptions telles que « malveillant, commis avec de mauvaises intentions ou avec une mauvaise intention ou un mauvais dessein » mais la plupart des tribunaux ont adopté une norme plus facilement prouvable. Par exemple, la cour d'appel des États-Unis pour le septième circuit a jugé que la menace est faite sciemment, si la personne, à l'origine, comprend le sens des paroles qu'elle prononce.
L'infraction est volontairement commise, si en plus de la compréhension du sens de ses paroles, l'auteur les profère volontairement et intentionnellement telle une déclaration de son apparente détermination à les mettre à exécution.
Selon le manuel du procureur général des États-Unis, « Parmi les personnes qui attirent l'attention des services secrets, comme rendant possible un danger à l'encontre d'une personne qu'ils protègent, environ 75 pour cent sont des malades mentaux ».

## Fréquence
Les premières poursuites, en vertu de la loi promulguée en 1917, ont lieu au cours des années survoltées et hyper-patriotiques de la Première Guerre mondiale. Les décisions rendues par les tribunaux, dans ces premiers cas, reflètent l'intolérance pour tous mots démontrant, même vaguement, un esprit de déloyauté,.
Il existe un relatif moratoire sur les poursuites, en vertu de cette loi, jusqu'à la Seconde Guerre mondiale. Le nombre augmente au cours de la houleuse guerre du Viêt Nam. Elles ont tendance à baisser lorsque le pays n'est pas directement impliqué dans une situation de crise nationale.
Le nombre de menaces signalées passe de 2 400 en 1965 à 12 800 en 1969. Selon certains rapports, le président George W. Bush a reçu environ 3 000 menaces par an, tandis que son successeur Barack Obama en a reçu environ quatre fois plus. Ce chiffre est contesté par le directeur des services secrets, Mark Sullivan, qui, lui, dit qu'Obama reçoit à peu près autant de menaces que ses deux prédécesseurs.
Selon le manuel du Procureur général des États-Unis, « L'attention des médias accordée à certains types d'activité criminelle semble générer davantage d'activité criminelle, ce qui est particulièrement confirmé concernant les menaces présidentielles par les données déjà fournies par les services secrets des États-Unis. Par exemple, durant six mois, suivant le 30 mars 1981 et l'attentat sur le président Ronald Reagan, le nombre moyen de menaces contre les personnes protégées par les services secrets a augmenté de plus de 150 pour cent en comparaison à la période similaire de l'année précédente ». Pour cette raison, l'agence recommande d'envisager l'utilisation d'affidavits scellés pour éviter les fuites d'information vers la presse.

## Incidents
Des condamnations, en vertu du titre 18 du code des règlements fédéraux, ont été validées pour avoir déclaré que « le président Wilson doit être tué. C'est un miracle que quelqu'un ne l'ait pas déjà fait. Si j'en avais l'occasion, je le ferais moi-même... » et pour avoir déclaré que « Wilson est un fils de pute à tête de bois. Je souhaite que Wilson aille en enfer et si j'en avais le pouvoir, je le mettrais là-bas ». Plus tard, une déclaration de culpabilité est validée pour des affiches invitant les passants à « pendre (le président) Roosevelt »}.
Dans une interview de 1971, le comédien Groucho Marx déclare au magazine Flash, « Je pense que le seul espoir de ce pays est l'assassinat de Nixon ». Le procureur général des États-Unis, James L. Browning, Jr a fait remarquer : « C'est une chose de dire que je (ou nous) vais (allons) tuer Richard Nixon lorsque vous êtes le chef d'une organisation qui prône le meurtre des gens et de renverser le gouvernement. C'en est une autre de prononcer les mots qui sont attribuées à M. Marx, un prétendu comédien ».
En juillet 2003, le Los Angeles Times publie un dessin de Michael Ramirez, dans sa version éditoriale du dimanche, qui montre un homme pointant un pistolet sur la tête du président Bush ; il s'agissait d'une imitation de la photo du lauréat du prix Pulitzer de 1969 Eddie Adams montrant le chef de la police nationale Sud-Vietnamienne Nguyễn Ngọc Loan exécutant un prisonnier VietCong à bout portant. Le dessin suscite une visite des services secrets, mais aucune accusation n'est déposée,.
En 2005, un enseignant charge ses classes terminales, cours de droit civique et d'économie, de prendre des photos pour illustrer les droits contenus dans la déclaration des droits de l'homme aux États-Unis. Un étudiant prend une photo de George Bush, dans un magazine et fixe l'image sur un mur avec une punaise rouge dans sa tête. Puis il fait un signe, pouce baissé avec sa main, à côté de la photo du président et il en fait une photo qu'il agrandit sur une affiche. Un employé du département photo de Walmart le signale à la police et les services secrets enquêtent. Aucune accusation n'est retenue.
En 2007, un assistant à l'enseignement, Vikram Buddhi (en), de l'université de Purdue est reconnu coupable d'avoir posté sur un forum de Yahoo! Finance des messages critiquant la guerre d'Irak et déclarant : « Appel à l'assassinat de GW Bush » et « Viol et meurtre de Laura Bush ». La défense fait valoir que l'inculpé n'a jamais explicitement menacé personne.
En septembre 2009, les services secrets enquêtent sur un sondage publié sur Facebook demandant si le président Barack Obama devait être assassiné. 
Certaines question se posent, à savoir comment gérer les groupes Facebook comme Tuons Bush avec des chaussures, une référence au lancé de chaussures contre George W. Bush, en 2008, par Muntadhar al Zaid. Le groupe compte 484 membres en septembre 2009. Des questions similaires sont soulevées sur MySpace. Des Tweets font également l'objet d'enquêtes des services secrets, comme ceux déclarants « ASSASSINAT ! Amérique, nous avons survécu aux assassinats de Lincoln & Kennedy. Nous allons sûrement nous remettre d'une balle à la tête d'Obama » et « Le prochain américain avec un tir parfait devrait descendre Obama en tant que mauvaise habitude. Oublie les noirs ou ses revendications d'être noir. Attaquons  Barack Obama ».
En 2010, Johnny Logan Spencer Jr est condamné à Louisville (Kentucky), à 33 mois de prison pour avoir publié un poème intitulé The Sniper sur l'assassinat du président sur un site de suprématie blanche. Il s'est excusé devant le tribunal, en disant qu'il était, selon les informations de WHAS-TV, « bouleversé de la mort de sa mère et était tombé dans un groupe suprémaciste blanc qui l'avait aidé à se libérer d'une dépendance à la drogue »,.
En 2010, Brian Dean Miller est condamné au Texas, à 27 mois de prison, pour avoir publié sur Craigslist :« Au peuple, l'heure de la révolution est venue. Il est temps pour Obama de mourir. Je dédie ma vie à la mort d'Obama et à tous les employés du gouvernement fédéral. Comme je l'ai promis dans un précédent post, si le projet de loi de réforme des soins de santé passe je deviendrais un terroriste. Aujourd'hui, je deviens un terroriste »,.
Plus tard en 2010, un homme blanc de 77 ans, Michael Stephen Bowden, ayant déclaré que le président Obama ne faisait pas assez pour aider les Afro-Américains, est arrêté après avoir fait des menaces d'assassinat-suicide contre Obama.
Le 19 juillet 2011, la cour d'appel des États-Unis pour le neuvième circuit annule la déclaration de culpabilité de Walter Bagdasarian pour des menaces en ligne contre Obama. Le tribunal a jugé que son discours exhortant l'assassinat d'Obama (« Obama baise les nègres, il aura rapidement une balle de calibre 50 dans la tête » mais aussi « tire le pays nègre baisé pour 4 ans de plus, qu'a fait ce nègre de bien?? ? long terme?? jamais dans l'histoire, à l'exception de sambo (terme racial) (en) ») était protégé par le premier amendement.

## Histoire
L'ancêtre de l'article 871 est la loi sur la trahison de l'an 1351 (en), du parlement d'Angleterre, qui définit le crime constitué par le fait de « planifier ou imaginer » la mort du roi,. La loi interdisant les menaces contre le président est adoptée par le Congrès en 1917. 
L'amende maximale est alors de 1 000 $. La loi est modifiée en 1994 et l'amende maximale est portée à 250 000 $
Parmi les justifications données pour cette loi, il existe des arguments relatifs aux menaces contre le président qui ont tendance : 
- à stimuler l'opposition aux politiques nationales et ceci dans les moments les plus critiques,
- à inciter l'hostilité et les mauvaises intentions, à savoir prendre la vie du président,
- à renforcer la protection du président,
- à être un affront aux personnes fidèles et bien-pensantes,
- à enflammer les esprits,
- à provoquer le ressentiment, le désordre et la violence[35],
- à perturber l'activité et les déplacements présidentiels[36],[37].

Il a également été mis en avant que de telles menaces sont semblables à une trahison et à juste titre, qu'elles peuvent être dénoncées en tant que crime à l'encontre du peuple en tant que pouvoir souverain.
Edwin Y. Webb, membre du congrès des États-Unis fait remarquer « C'est une des raisons pour lesquelles nous voulons cette loi - afin de réduire la possibilité d'agression réelle en punissant les menaces de commettre cette agression ... Une mauvaise personne peut faire une menace publique et inciter quelqu'un d'autre à commettre un crime contre le chef de l'exécutif et c'est de là que le mal vient. L'homme qui profère la menace n'est pas lui-même très dangereux, mais il est susceptible de mettre des diableries dans l'esprit d'un pauvre homme qui, lui, cherchera à nuire ».
Les prisonniers sont parfois accusés d'avoir menacé le président malgré le fait qu'ils n'ont pas la capacité de mener personnellement une telle menace. Les tribunaux ont confirmé ces condamnations, le raisonnement étant que la capacité réelle de mettre à exécution la menace n'est pas un élément de l'infraction ; les prisonniers sont capables de faire de véritables menaces qu'ils pourraient mettre à exécution en commandant des personnes de l'extérieur afin de nuire à la présidence. 
Parfois, les prisonniers font de telles menaces afin de manipuler le système : par exemple, un cas s'est présenté dans lequel un détenu, qui prétend avoir passé sa vie en prison, menace le président afin de rester en prison... Dans un autre cas, un prisonnier, d'État, menace le président parce qu'il voulait aller dans un établissement fédéral.

## Sanctions
Menacer le président des États-Unis est une infraction criminelle, de catégorie D en vertu de la loi fédérale des États-Unis,. L'infraction est punie de cinq à dix ans de prison, d'une amende maximale de 250 000 $, de 100 $ de cotisation spéciale et de 3 ans de liberté surveillée.
Des restrictions d'accès à Internet telles, que l'interdiction d'accès aux courriels, ont été infligées à des délinquants ayant fait leurs menaces par ordinateur. 
Les lignes directrices fédérales en matière de peine aux États-Unis (en) prévoient un minimum de sanction de base pour l'envoi de communication menaçante, mais quand une menace est adressée au président, ce minimum est élevé du fait qu'il s'agit d'une victime officielle. De plus,
une hausse de base peut être justifiée en raison de la perturbation potentielle de la fonction publique. D'autres améliorations peuvent s'appliquer si le contrevenant a, de façon manifeste, l'intention de mettre à exécution la menace et qu'il :
- a fait plus de deux menaces,
- a causé d'importantes perturbations des fonctions ou des services publics, gouvernementaux ou commerciaux,
- créé un risque important d'inciter d'autres personnes à nuire à des fonctionnaires fédéraux.

Étant donné que chaque augmentation, de 6 niveaux, double approximativement la fourchette des lignes directrices de peines, il n'est pas particulièrement rare qu'un délinquant qui menace le président, reçoive une peine maximum ou proche, surtout s'il a un casier judiciaire et/ou s'il ne bénéficie pas d'une réduction pour acception de responsabilité (en).
D’autres pays que les États-Unis ont également des lois qui s’appliquent aux menaces proférées contre le président ou d’autres dirigeants du gouvernement. Selon les pays, les sanctions peuvent varier, mais avec des conséquences moindres que celles appliquées aux États-Unis.

## Problèmes psychiatriques
On raconte que 75 % des personnes qui ont proféré des menaces contre le président ou d’autres responsables gouvernementaux connus sont déclarées malades mentales. Il n’est pas rare que les juges ordonnent des évaluations psychologiques des accusés inculpés en vertu de cette loi, conformément aux lois fédérales des États-Unis régissant les délinquants souffrant de maladies ou de troubles mentaux. Les délinquants ayant des antécédents psychiatriques sont susceptibles d’être déclarés incompétents pour cause d’aliénation mentale, en particulier lorsqu’un psychiatre désigné par le tribunal est présent lors du procès. Les délinquants souffrant de maladies mentales sont généralement internés dans des établissements de santé mentale pour une durée indéterminée afin de purger leur peine s’ils sont partiellement reconnus coupables.

## Wikipédia
Il y a eu des incidents sur Wikipédia où des utilisateurs ont l'habitude de proférer de telles menaces contre le président des États-Unis. Quiconque commet une telle infraction sur Wikipédia est soumis à un blocage immédiat et indéfini sans possibilité de réintégration. En outre, l'administrateur de blocage peut ouvrir une discussion sur le panneau d'affichage concernant l'incident imminent et transmettre l'adresse IP sous-jacente à une autorité fédérale, en particulier aux services secrets. Une fois l'adresse IP traitée, l'agence fédérale pourrait essayer de localiser le lieu de résidence du délinquant et d'envoyer une équipe de recherche pour retracer sa localisation afin de l'interroger.

## Source
- (en) Cet article est partiellement ou en totalité issu de l’article de Wikipédia en anglais intitulé « Threatening the President of the United States » (voir la liste des auteurs).